# Makszim Gorkij
Makszim Gorkij (oroszul: Максим Горький), eredeti nevén Alekszej Makszimovics Peskov (oroszul: Алексей Максимович Пе́шков; Nyizsnyij Novgorod, 1868. március 28. – Moszkva, Oroszországi SZSZSZK,1936. június 18.) ötszörösen irodalmi Nobel-díjra jelölt orosz származású szovjet író, drámaíró, a századforduló világirodalmának egyik legnagyobb hatású és egyik legbefolyásosabb személyisége. A sztálini rendszer befogadta és elismerte, ezért sokan igazságtalanul elítélik egész munkásságát, ugyanakkor azt elfelejtik, hogy leegyszerűsítve értelmezte, ami Gorkij ellenszenvét is kiváltotta, csak úgy, mint a rendszer túlkapásai és visszásságai.

## Élete
Embert próbáló körülmények között nevelkedett, apja műbútorasztalos volt, korán meghalt, nagyapja nevelte fel. 1884-ben nem vették fel a Kazanyi Egyetemre, ezután gyalog járta be Oroszországot, még a cári rendőrség is felfigyelt rá. Gorkij 1892-ben megírta első művét, a Makar Csudra című elbeszélést. 1898-ban Karcolatok és elbeszélések címmel megjelent két kötetes alkotása, mellyel nagy feltűnést keltett. 1900 körül a Znanyije című folyóirat vezetője lett. Írói álnevének (Gorkij) jelentése: keserű.
1905-ben részt vett a forradalomban, minek nyomán bebörtönözték, de gyorsan kiszabadult. 1905-1917 között a bolsevik párt tagja volt, s személyesen ismerte Lenint is. Néhány, a cári rendszert bíráló írása miatt 1906-ban emigrált, előbb az Amerikai Egyesült Államokba, majd Capri szigetére utazott. Pár év múlva, 1913-ban azonban hazatérése után a Zvezda és a Pravda munkatársa lett, majd 1915-ben saját folyóiratot alapított, a Letopiszt. 1917-ben, az októberi fordulat alatt a Novaja Zsiznyben publikált. Szembefordult a bolsevik párttal, és korábbi barátjával, Leninnel. Lenint szemtől szemben bírálta, kifejtette, hogy sok tekintetben nem ért egyet módszereivel.

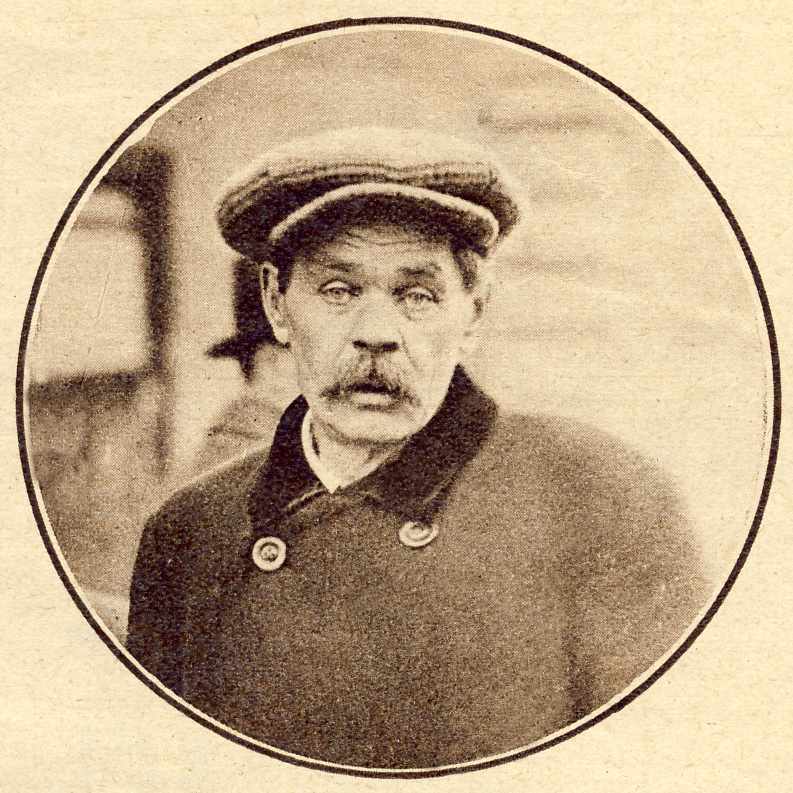
Gorkij 60 évesen (1928)

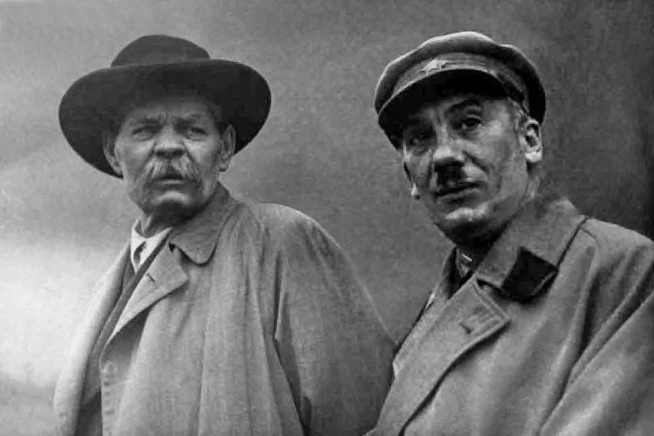
Gorkij és Genrih Grigorjevics Jagoda, a Szovjetunió belügyi népbiztosa, a Gulag munkatáborok egyik létrehozója 1935-ben

Lenin viszont tisztelte benne a nemzetközi elismerést kivívó írót, és állami hivatalt adott a kezébe. Gorkij lett a vezetője annak az irodalmi központnak, amelyik azt a feladatot kapta, hogy a szovjet rendszer számára kívánatos európai és világirodalmat fordíttassa le oroszra. Gorkij teljes jóhiszeműséggel vállalta el a feladatot, az orosz nép kultúrájának egyetemes felemelkedését látva benne. Az irodalmi központ tevékenységét ő irányította, és döntő szava volt, az állami könyvkiadás külföldi irodalmat közvetítő területén, viszont nem volt hajlandó arra, hogy politikai szemszögből ítélje meg jó, vagy rossz egy mű. Rövid idő alatt egyebek közt Wells, Shaw, Anatole France, Romain Rolland kötetei kerültek a szovjet könyvesboltokba. Ugyanakkor bátorította a fiatal írókat, költőket. Számtalan fiatal tehetséges író, költő kezdte pályáját ez alatt a rövid idő alatt, a Gorkij irányítása alatt álló irodalmi pezsgés idején. Tevékenysége mégis ellentmondásos volt. Iszaak Babelt például támogatta, nem engedte viszont kiadatni Andrej Platonovics Platonov Csevengur című regényét, amivel az egyik legnagyobb tehetségű orosz író pályáját törte derékba. Gorkijt eleinte senki sem merte felelősségre vonni, bár szüntelen támadások között működött. Sőt a Lenin alapította szentpétervári Tudósok Háza vezetőjévé is őt nevezték ki. Aztán amikor politikai dogma odáig terjedt, hogy a Tudósok Háza néhány tagját a helyi bíróság agyonlövette, megírta nyílt levelét Leninhez, amelyben elvakultsággal, politikai dogmatizmussal vádolta meg, és az orosz nép szellemi értékeinek tudatos pusztításával. Ekkor ismét emigrációba kényszerült, Caprira ment.
Összeveszett a bolsevikok több vezetőjével is, például Zinovjevvel. 1918 végére ismét a párt „szimpatizánsa” lett, a következő években „őfelsége ellenzéke” szerepét próbálta játszani, s néha még a Cseka által elfogott embereket is ki tudott szabadítani. Lenin ezért is javasolta neki, hogy menjen külföldre, kezeltesse magát. Gorkij 1921-ben tüdőbetegséget kapott, s ismét elhagyta a Szovjetuniót, Németországba, Csehországba, majd Olaszországba (Sorrentóba) utazott. Csupán hét év múlva, 1928-29-ben tett látogatást újra a Szovjetunióban.
Lenin halála után kialakuló hatalmi harcot messziről – emigrációból – figyelte. Trockij és Sztálin párharcában Sztálinban bízott inkább a lenini elveket továbbvivő Trockijjal szemben. Hazautazott, amikor is szemtanúja lehetett Sztálin győzelmének. Hónapokon keresztül utazott Szovjet-Oroszországban és tapasztalnia kellett, hogy a lenini hagyományok, és a marxista doktrínák kedvéért még mindig szegénységben, nyomorban él az orosz nép, és nem ritka az éhhalál. Sztálin hűvös távolságtartással fogadta a neves orosz írót, aki feltárta azt, amit tapasztalt. Sztálin válasza arra szorítkozott, hogy mindezt leírni nem szabad. Gorkij a parasztellenes parasztpolitikán felháborodva cikket írt az Izvesztyijába, amely egymaga egy vádirat volt a sztálinizmus ellen – bár maga Gorkij gyűlölte a parasztságot, mert a jövő letéteményesét kizárólag a munkásságban látta. Harmadszor is menekülnie kellett hazájából, ezúttal tüdőbajára hivatkozva töltötte idejét Capriban. Sztálin megbocsátott, visszahívta, feladatokkal látta el.
Gorkij újból visszatért 1931-ben, ezúttal végleg hazatérve ünnepelt íróvá vált otthon is. 1934-ben ő volt az I. Össz-szövetségi Írókongresszus vezetője, s az Írószövetség első elnöke is. Tüdőbajban halt meg, de máig sokan vitatják, hogy természetes módon-e. Az általa csak „Jagodkának” (Bogyócska) szólított Genrih Jagoda vezette NKVD-t sejtik a halála mögött. Gorkij ugyanis újra külföldre akart menni, de Kamenyev közbenjárása ellenére sem engedték ki.

## Pályája, művei

### Pályakezdése
Pályája kezdetén Gorkij a szegények, csavargók, alkoholisták, a társadalomból kihullottak költője akart lenni. Korai művei: Makar Csudra (1892) – első novellája, Szegény emberek (Foma Gorgyejev, 1899), Dal a sólyomról (1894) stb. Első drámája, a Kispolgárok (Мещане) 1901-ben született.

### A szocialista realizmus útján
Gorkijt világhírűvé tette az Éjjeli menedékhely, (На дне), innentől fogva a „szegények költője” címke rabja maradt. Következő színművei, a Nyaralók (Дачники, 1904) és a Nap fiai (Дети солнца, 1905) a Kispolgárok vonalába tartoznak; a néptől elszakadt értelmiségről szólnak. 1906-ban, saját elmondása szerint „túlságosan is sietve” írta Az anya (Mать) c. regényét (Brecht átdolgozta darabbá). Az anyát a szocialista realizmus egyik első műveként tartották számon. A drámába az Ellenségekkel tör be Gorkij új látásmódja. Ezután írt művei jobbára a (levert) 1906-os forradalom visszhangjai: így keletkezik az Okurovi ciklus (Gorodok Okurov, 1908) vagy a Gyónás (Iszpovegy, 1908) c. regénye.
1911 után optimistább hangot üt meg. Gyermekkorom (Gyetsztvo, 1913), Orosz földön (Po Ruszi, 1912–16), Inasévek (V ljugyah, 1916) stb. Az októberi forradalom évében a Novaja Zsiznyben írja Időszerűtlen gondolatok (Nyeszovremennije miszli) c. cikksorozatát, amit 1920 után a rendszerváltásig nem adtak ki, mivel Gorkij Lenint és a bolsevikok „következetes forradalmi intézkedéseit” bírálta.

### Az októberi forradalom után
A fordulat után átmenetileg nem írt darabokat. (Illetve egyet igen, de azt a hatalom betiltotta.) Önéletrajzi regénytrilógiája befejező része, az Egyetemi éveim (Moi unyiverszityeti, 1922) sokkal komorabb hangvételű, mint az Inasévek vagy a Gyermekkorom. Lenin (1924–31) c. portréjában nemcsak a népvezért, hanem a pozitív emberi erények megtestesítőjét is bemutatja. Az orosz kapitalizmus idején játszódik családregénye, Az Artamonovok (Gyelo Artamonovih, 1927). Az Átlag, a Kispolgár platóni ideáját akarja megírni Klim Szamgin élete (Zsizny Klima Szamgina, 1925-36) című epopeiájában. Gorkij egy Faust-, Hamlet-szerű figurát akart alkotni Szamginnal, akit tervei szerint a Lenint éljenző tömeg taposott volna agyon 1917 áprilisában. A regénybe a századforduló Oroszországának összes típusát, jelenségét bele akarta írni – kész csoda, hogy nem tudta befejezni. 1928-ban körutat tett a Szovjetunióban: úti benyomásait A Szovjetunióban (Po szojuzu szovetov, 1929–30) c. cikksorozatban rögzítette.
Az orosz nép szégyenletesen szenved a szovjetek értelmetlen és tehetségtelen rendszere alatt. A kommunistákat le kell verni. Hogy ezek mekkora tolvajok, ha Maga tudná! És micsoda aljas burzsujok lesznek belőlük két-három év múlva!. Egy idő óta meggyőződtem róla, hogy nálunk ravaszul és ügyesen tevékenykedik valamilyen sötét, láthatatlan gazember keze. A gazemberek mindenütt diadalmaskodnak.
Ezzel a művel végleg elkötelezte magát a hatalom mellett. Helyeselte a sztálini munkatáborokban folyó „átnevelést”, emberségesnek állította be az ott folyó életet, amivel sikerült kivívnia Szolzsenyicin gúnyos megvetését.

### Utolsó drámái
Az 1930-as években születtek újabb darabjai, drámaíró művészete újabb virágzó szakasza 1932-34-re tehető. Jegor Bulicsov és a többiek (1932) és Vassza Zseleznova (1935, első verzió: 1911) kiemelkedőek. A Vassza Zseleznova 1911-es első, lélektanilag érzékenyebb, politikailag „enyhébb” változatát Magyarországon Morcsányi Géza fordításában Örökösök címen mutatták be.

## Művei

### Verse
- A viharmadár dala (1901)[4]

### Regényei
- Foma Gorgyejev (1899)
- Három ember (Трое, 1900)
- Az anya
- Egy felesleges ember élete
- Gyónás
- Nyár
- Vergődés: Matvej Kozsemjakin élete (Жизнь Матвея Кожемякина, 1909–11)
- Mesék Itáliáról (Сказки об Италии, 1913-15)
- Gyermekkorom – Inasévek – Az én egyetemeim (1913–1922)
- Az Artamonovok – fordította: Gellért Hugó
- Klim Szamgin élete (1925–1936)
- Életem

### Drámái
- Kispolgárok (Мещане, 1901)
- Éjjeli menedékhely (На дне, 1902) MEK
- Nyaralók (1904)
- Barbárok (Варвары, 1905)
- A nap fiai (Дети солнца, 1905)
- Ellenségek (1906)
- Az utolsók (Последние, 1908)
- Csodabogarak (Чудаки, 1910)
- Vassza Zseleznova (Васса Железнова, 1910/1911, átdolgozások 1933, 1935)[3]
- A hamis pénz (Фальшивая монета, 1913)
- Zikovék (Зыковы, 1913)
- Jakov Bogomolov (Яков Богомолов, 1914)
- Az öreg (Старик, 1915)
- Szomov és a többiek (Сомов и другие, 1931)
- Jegor Bulicsov és a többiek (Егор Булычов и другие, 1932)
- Dosztyigajev és a többiek (Достигаев и другие, 1933)
- Vassza Zseleznova (Васса Железнова, 1936)[3]

### Cikkei, naplói
- Tolsztoj (1919)
- Anton Pavlovics Csehov
- Az orosz parasztságról (О русском крестьянстве, 1922)
- Naplójegyzetek. Visszaemlékezések (Заметки из дневника. Воспоминания, 1923)
- Leonyid Kraszin (1927)
- A Szovjetunióban (1929)

## Irodalmi hatása
A szocialista realizmus legnagyobb alakja. A sztálini érában kissé leegyszerűsítve értelmezték. A világirodalomra is nagy hatással volt. Sokra tartotta G. B. Shaw, Anatole France, Romain Rolland, Louis Aragon.

## Emlékezete
- Szülővárosának nevét 1932-ben Gorkij névre változtatták. 1990-től ismét Nyizsnyij Novgorod.
- Nevét őrzi a berlini Maxim Gorkij Színház.
- Budapesten működött 1946–1956 között a Magyar-Orosz Gorkij Maxim Iskola.

## Magyar fordítások

### 1919-ig
- Csudra Makar és egyéb elbeszélések; ford. Ambrozovics Dezső; Lampel, Bp., 1901 (Magyar könyvtár)
- Három elbeszélés; ford. Ambrozovics Dezső; Singer-Wolfner, Bp., 1902 (Egyetemes regénytár)
- Egy bűntett és egyéb történetek; ford. Kemény Aladár; Révai-Salamon Ny., Bp., 1902
- Szegény emberek; Magyar Hírlap, Bp., 1902
- Malva. Elbeszélés; ford. Yartin [Nyitrai József]; Lampel, Bp., 1902 (Magyar könyvtár)
- Huszonhat és egy; Lampel, Bp., 1902 (Magyar könyvtár)
- Egy leány. Regény; ford. Hajdú Miklós; Kner Ny., Gyoma, 1902
- Maxim Gorjki: A pénz; ford. Faragó Andor; Magyar Hírlap, Bp., 1903
- A tévedés; Lampel, Bp., 1903 (Magyar könyvtár)
- Hajléktalanok. Kisvárosiak; ford. Ilosvai Hugó; Magyar Könyvkiadó Társaság, Bp., 1903
- Éjjeli menedékhely; ford. Havas József; Lampel, Bp., 1903 (Magyar könyvtár)
- Konovalov. Elbeszélés; ford. Ambrozovics Dezső; Franklin, Bp., 1903 (Olcsó könyvtár)
- Csavargók; ford. Kemény Aladár; Magyar Könyvkiadó Társaság, Bp., 1903
- Éjjeli menedékhely; ford. Kálnoki Izidor; Szilágyi, Bp., 1903
- Gorjkij Maximj: Éjjeli menedékhely. Jelenetek az élet mélységéből, négy felvonásban; ford. Hazai Hugó; Szilágyi B., Bp., 1903
- Tselkas és egyéb elbeszélések; ford. Kövér Ilma; Magyar Könyvkiadó, Bp., 1903
- Malva; Freund F., Bp., 1904 (Modern írók könyvtára)
- Az Orlov házaspár; ford. Pogány József; Sachs, Bp., 1904
- Régi emberek. Regény; Magyar Kereskedelmi Közlöny, Bp., 1904
- Elmúlt emberek. Regény; Magyar Kereskedelmi Közlöny, Bp., 1904
- Maxim Gorki: A pénz. Elbeszélés az orosz életből; Freund, Bp.–Bécs, 1904
- Maxim Gorki: Zsidómészárlás; ford. Sas Ignác; Vass, Bp., 1905 (Modern írók könyvtára)
- Orosz elbeszélők tára. 2. Gorkij, Csehov [et al.]; ford. Ambrozovics Dezső; Lampel, Bp., 1905 (Magyar könyvtár)
- Vak szerelem. Regény; ford. Székely Dávid; Vári, Bp., 1912 (A Képes hét könyvtára)
- Az anya. Társadalmi regény; ford. Bárd Imre; Athenaeum, Bp., 1913 (Athenaeum könyvtár)
- Egy élet regénye; ford. Lendvai István; Kultúra, Bp., 1919 (A Kultúra regénytára)
- Január 9.; ford. Pál János; Fauszt, Bp., 1919

### 1919–1944
- Forradalom és kultúra; ford., bev. Szabó Endre; Révai, Bp., 1920 (Politika és társadalom)
- Maxim Gorki: Gyermekéveim; Athenaeum, Bp., 1920
- Az erkölcs papja; ford. Mácza János; Pallas, Kosice, 1921 (Pallas könyvtár)
- Gyónás; ford. Gyagyovszky Emil; Saly, Bp., 1922
- A kispolgár / Az újabb események alkalmából; ford. Pallós Margit; Fischer, Wien, 1922 (Klasszikus írások)
- Oleszova Veronyka. Regény; ford. Vértes Elemér; Táltos, Bp., 1922
- Hajléktalanok. Regény és novella; Tolnai, Bp., 1924 (Tolnai regénytára)
- A besúgó. Regény; ford. Róna István, bev. Migray József; Népszava, Bp., 1924
- Gorgyejev Foma; ford. Kiss Dezső; Franklin, Bp., 1926 (Külföldi regényírók)
  - (Aki az életet keresi... címen is)
- Csudra Makar és egyéb elbeszélések; ford. Ambrozovics Dezső; Lampel, Bp., 1926 (Magyar könyvtár)
- A tévedés / A khán és fia / Dal a sólyomról; ford. Ambrozovics Dezső; Lampel, Bp., 1926 (Magyar könyvtár)
- Malva. Elbeszélés; ford. Yartin [Nyitrai József]; Lampel, Bp., 1926 (Magyar könyvtár)
- Az Artamónovok; ford. Gellért Hugó; Genius, Bp., 1927
- Az emberek közt; ford. Havas András Károly; Népszava, Bp., 1927 (Nagy írók – nagy írásai)
- Olészova Varenka. Regény; ford. Moly Tamás; Tolnai, Bp., 1929 (Tolnai regénytára)
- Vörös lámpa. Erkölcsrajzok az örömtanyák életéből; ford., szerk. Damó József; Pán, Bp., 1936 (Ember a szerelemben)
- Rendkivüli esemény / Egy adoma / Karazin Péter; ford. Kőrösi Gyula; Szentes Testvérek, Bp., 1937
- Klim Szamgin élete; ford. Tamás Aladár; Pantheon, Bp., 1938
- Így születik a bűn; Hungária Ny., Bp., 1943 (Mindenki könyve)
- Az élet iskolája; ford. Kollár Ferenc [Sándor Pál]; Európa, Bp., 1943
- Három ember. Regény; ford. Havas András Károly; Aurora, Bp., 1943
- Egy boldog nyár; ford. Kollár Ferenc; Európa, Bp., 1943
- Gyermekéveim; Cserépfalvi, Bp., 1944 (Az ember és műve)
- Az anya; ford. Kollár Ferenc; Europa, Bp., 1944

### 1945–
- A kispolgár; ford. Pallós Margit; Józsa Béla Athenaeum, Kolozsvár, 1945
- Boldogtalan szerelem; ford. Kollár Ferenc [Sándor Pál]; Európa, Bp., 1946 (Európa regénytár)
- Tselkas, a bátor tolvaj; ford. Kövér Ilma; Szikra Ny., Bp., 1946 (Forintos regény)
- Az áruló; ford. Kálnoky László; Révai, Bp., 1947 (Révai könyvtár)
- Az anya; ford. Görög Imre; Szikra, Bp., 1947
- Így tanultam én. Elbeszélés; ford. Léderer Kató; Minerva Ny., Szubotica, 1947
- Az én egyetemeim; ford. Gellért György; Cserépfalvi, Bp., 1947 (Századunk mesterei)
- Aki az életet keresi... Regény; ford. Radó György; Szikra, Bp., 1947
  - (Foma Gorgyejev címen is)
- Az anya. Dráma; ford. Kollár Ferenc, színpadra alkalmazta Gaál Sándor; Corvin Ny., Szeged, 1947
- A. Makerenko: Az új ember kovácsa. Pedagógiai hősköltemény, 1-2. köt. / Függelék: Makszim Gor'kij, Anton Szemjonovics Makarenko levelezéséből; bev. Várkonyi Hildebrand, ford. Lányi Sarolta, Új Magyar Kiadó, Bp., 1947
- Jegor Bulicsov és a többiek. Színmű; ford. Gábor Andor; Athenaeum, Bp., 1947 (Zsebkönyvtár)
- Ének a Viharmadárról / Január 9 / Ének a Sólyomról; Területi Kiadó, Uzsgorod, 1948
- Okurov városka; ford. Gellért György; Szikra, Bp., 1948
- Ember születik; ford. Makai Imre; Szikra, Bp., 1948
- Jakov, a csendes ember; ford. Kálnoky László; Hungária, Bp., 1948 (Forintos regény)
- Klim Számgin élete. Negyven év. 1.; ford. Gergely Viola, versford. Raics István; Szikra, Bp., 1948
- Klim Számgin élete. Negyven év. 2.; ford. Gellért György; Szikra, Bp., 1949
- Klim Számgin élete. Negyven év. 3-4.; ford. Gellért György; Szikra, Bp., 1949
- Kispolgárok. Színmű; Révai, Bp., 1949 (Révai könyvtár)
- Kivel Tartanak Önök? Amerikai tudósítóknak adott válasz; ford. Kerek Ernő; Szikra, Bp., 1949 (Marxista ismeretek kis könyvtára)
- Vássza Zseleznova; ford. Gábor Andor; Révai, Bp., 1949 (Révai könyvtár)
- Dózsa népe / Somody Pál: A pénz. Dráma. Gorkij Maxim regénye nyomán / Lénárd Mária: Máskép; Népszava, Bp., 1949 (Szakszervezeti színpad)
- A sárga ördög városa / Az unalom birodalma / "Mob"; ford. Hoffmann Ödön, Ausch Ernő; Orosz Könyv, Bukarest, 1949 (Nagy írók kiskönyvei)
- Ellenségek. Színmű; ford. Raics István; Révai, Bp., 1949 (Révai könyvtár)
- Életem; ford. Radó György, Havas András Károly, Gellért György; Szikra, Bp., 1949
- Történetek Olaszországról. Novella; Szakszervezeti Tanács Kulturális Osztálya Bp., 1949
- Amerikában; ford. Kovács György, Makai Imre; Szikra, Bp., 1949
- Konovalov. Elbeszélések; ford. Ambrozovics Dezső, Isaák Márta, Vajda Endre; Franklin, Bp., 1949 (Külföldi regények)
- Ahogy én tanultam; ford. Lányi Sarolta; Szikra, Bp., 1949
- Vergődés. Matvej Kozsemjákin élete; ford. Gellért György; Szikra, Bp., 1949
- Három ember / Okurov városka; ford. Havas András Károly, Gellért György; Szikra, Bp., 1950
- Gyermekéveim; Ragyanszka Skola, Kijev–Uzsgorod, 1950 (Iskolai könyvtár; Klasszikusok iskolai könyvtára)
- Elbeszélések; Ragyanszka Skola, Kijev–Uzsgorod, 1950 (Klasszikusok iskolai könyvtára)
- Kivel vagytok ti, "kultúra mesterei"? Válasz két amerikai laptudósítónak; Orosz Könyv, Bukarest, 1950 (Arlus könyvek)
- Az ifjúságról; ford. Tandary István, átdolg., szerk. Szinnai Tivadar; Szikra, Bp., 1950
- Az igazi kultúra. Újságcikkek és szatírák; bev., jegyz. B. I. Burszov, ford. Rényi Ervin; Szikra, Bp., 1950
- Irodalmi tanulmányok; ford. Lukács Györgyné et al.; Szikra, Bp., 1950
- Nyár / Az Orlov házaspár / Egy felesleges ember élete; ford. Gellért György, Trencsényi-Waldapfel Imre; Szikra, Bp., 1950
- Elbeszélések; vál. Prohor Gyemjenkovics Krajevszkij, ford. Gáspár Endre, Gyöngyi László, szerk. Makai Imre; Új Magyar Kiadó, Bp., 1951 (Gorkij válogatott művei)
- Gyermekkor; ford. Radó György; Magyar Könyvtár, Bratislava, 1951
- Az anya. Regény; ford. Dobó Ferenc, Székely Tamás; Az Orosz Könyv, Bukarest, 1951

### Gorkij művei(1960–1965)
- Gorkij művei, 1–20.; Európa, Budapest, 1960–1965
  - 1. Elbeszélések. 1892–1894; előszó Héra Zoltán, ford. Gáspár Endre et al.; 1960
  - 2. Elbeszélések. 1895–1896; ford. Fodor András et al.; 1960
  - 3. Elbeszélések. 1896–1900; ford. Görög Imre et al.; 1961
  - 4. Foma Gorgyejev / Hárman / Elbeszélések; ford. Havas András Károly et al.; 1961
  - 5. Színművek. 1901–1906; ford. Gábor Andor et al.; 1961
  - 6. Elbeszélések / Az anya. 1903–1907. Regény; ford. Görög Imre et al.; 1961
  - 7. Egy felesleges ember élete / Gyónás / Nyár. 1907–1909; ford. Gellért György; 1961
  - 8. Okurov városka / Matvej Kozsemjakin élete. 1909–1912; ford. Gellért György; 1962
  - 9. Színművek / Elbeszélések. 1908–1913 / Mesék Itáliáról. Karcolatok; ford. Erdődi József et al.; 1962
  - 10. Orosz földön. Elbeszélések / Orosz mesék / Színművek. 1912–1917; ford. Brodszky Erzsébet et al.; 1962
  - 11. Gyermekkorom / Inasévek / Az én egyetemeim. 1913–1923; ford. Gellért György, Radó György; 1962
  - 12. Visszaemlékezések, elbeszélések. 1913–1926; ford. Brodszky Erzsébet et al.; 1962
  - 13. Kisregények; ford. Makai Imre, Tábor Béla / Az Artamonovok. 1922–1925. Regény; ford. Gellért Hugó; 1963
  - 14. Visszaemlékezések, elbeszélések, színművek. 1924–1936; ford. Brodszky Erzsébet et al.; 1963
  - 15. Klim Szamgin élete. Negyven év. 1925–1936. 1.; ford. Gellért György; 1964
  - 16. Klim Szamgin élete. Negyven év. 1925–1936. 2.; ford. Gellért György; 1964
  - 17. Klim Szamgin élete. Negyven év. 1925–1936. 3.; ford. Gellért György; 1964
  - 18. Cikkek, tanulmányok. 1., 1895–1930; ford. Tábor Béla; 1964
  - 19. Cikkek, tanulmányok. 2., 1930–1936; ford. Füzesi Gyula et al.; 1964
  - 20. Levelek. 1889–1936; vál., jegyz. Apostol András, ford. Tábor Béla; 1965

### 1990–
- Apokalipszis – 1917. Írások az orosz forradalomról / Ivan Bunyin: Elátkozott napok / Makszim Gorkij: Időszerűtlen gondolatok / Vaszilij Rozanov: Korunk apokalipszise; ford. Rajka Ágnes, Vári Erzsébet, Zappe László, szerk., jegyz., utószó Szőke Katalin; Európa, Bp., 1997
- Makszim Gorkij: Vassza Zseleznova / Bertolt Brecht: A kivétel és a szabály; ford. Ungár Júlia; Nemzeti Színház, Budapest, 2008 (Nemzeti Színház színműtár)